# A&E Television Networks
Pour les articles homonymes, voir A&E.
Ne doit pas être confondu avec Planète+ A&E ou A&E (chaîne de télévision).
A&E Television Networks, stylisé A+E Networks est un groupe de média américain, coentreprise de Hearst Corporation et The Walt Disney Company au travers de Disney Media Networks. National Broadcasting Company détenait une part de 12,5 % jusqu'en 2012.
La société compte à ce jour 650 employés.

## Historique
En 1981, ABC lance l’Alpha Repertory Television Service (ARTS), un service de télévision sur le câble de programmes culturels tels que des ballets et de l'opéra en collaboration avec le Radio City Music Hall détenu par NBC. En 1984, la chaîne ARTS fusionne avec le projet Entertainment Channel de RCA tandis que Hearst Corporation ajoute sa participation, en contrepartie des arrangements pour ESPN, dans la nouvelle chaîne Arts & Entertainment Television. Elle est lancée le 1er février 1984,.

Ancien logo.

En 1993, la société annonce son intention de lancer une chaîne consacrée à l'histoire et l'achat du fonds documentaire Lou Reda Productions ainsi que les archives de Hearst. En juin 1993, Radio City Music Hall revend sa participation de 12,5 % aux trois autres partenaires, RCA atteignant les 25 % et les deux autres 37,5 %. En 1993, la chaîne ARTS est déclinée au Canada puis en 1994 au Mexique. Pour ses dix ans, la chaîne se rebaptise A&E Channel pour « Arts & Entertainment ».
Le 1er janvier 1995, la société lance History Channel, annoncée dès 1993.
Depuis 1996 A&E est, à la suite du rachat de Capital Cities/ABC par la Walt Disney Company, une coentreprise entre la Hearst Corporation (37,5 %), ABC (37,5 %) et NBC (25 %).
Le 27 août 2009, A&E annonce l'achat de Lifetime Entertainment,, NBC ayant quinze ans pour augmenter sa participation ou revendre ses parts. Comme Disney et Hearst détenaient 50 % chacun de Lifetime, leurs participations dans A&E passe à 43,75 % chacun tandis que la participation de NBC à A&E tombe à 12 %, sous la barre des 15 % d'une participation stratégique.
Le 4 août 2010, A&E forme un partenariat 49%/51 % avec la société indienne Network 18 Group pour décliner en Inde les chaînes History et Biography.
Le 5 mai 2012, Comcast, actionnaire majoritaire de NBCUniversal, annonce exercer son option pour revendre sa partition dans A&E, laissant Disney et Hearst actionnaires paritaires à 50 %. Le 6 juillet 2012, Comcast annonce être proche d'un accord pour vendre sa part dans A&E Television Networks évaluée à 3 milliards d'USD.
Le 29 août 2014, Vice Media, éditeur du magazine Vice et de sites internet, annonce l'achat par A&E Television Networks de 10 % de son capital pour 250 millions d'USD,. Le 28 avril 2015, A&E  annonce que la chaîne H2 serait remplacée par une chaîne Vice en 2016.
Le 6 novembre 2018, la commission européenne approuve l'acquisition par Disney des actifs de la 21st Century Fox à condition de vendre ses participations dans les déclinaisons européennes des chaînes d'A&E comme History et Lifetime,,. Le 13 novembre 2018, Disney discute avec Hearst l'achat des chaînes européennes codétenues d'A&E Networks afin de satisfaire la commission dans le cadre de l'achat de 21st Century Fox.

### Chaînes de télévision
- A&E Network
- The Biography Channel (1999-2013)
- Fyi
- Crime & Investigation
- History Channel
- History en Español
- H2 (ex-History International)
- Military History
- Lifetime Entertainment
  - Lifetime Television (lancée en 1984)
  - Lifetime Movies (lancée en 1998)
  - Lifetime Real Women (lancée en 2001)
- Vice Media (10 %)
  - Vice TV